# Нелсън Пикет
Нелсън Пикет Сото Майор (на португалски: Nelson Piquet Souto Maior) е бразилски пилот от Формула 1. Трикратен Световен шампион от Формула 1. Синът му също тръгва по неговите стъпки, Нелсиньо Пикет дебютира във Формула 1 през 2008 г. с отбора на Рено.

## Кратка биография

### Ранни години
Роден е на 17 август 1952 г. в Рио де Жанейро, Бразилия.
Първоначално опитва силите си в тениса, но постепенно се преориентира към картинга и впоследствие – към всички моторни спортове.
Бащата на Нелсън – д-р Естасио Сото Майор имал четири деца и бил един от уважаваните хора в Бразилия. Бил известен с дългогодишната си работа като лекар, парламентарист и служител в здравното министерство. Освен това бил и много запален по спорта, в частност към тениса. Бил треньор на националния отбор по тенис, притежавал собствен корт и се надявал най-младия му син да избере това поприще за своя кариера.
Нещата обаче не се развили според очакванията му, и той както много млади момчета в „страната на кафето“ били луди по картинга.
Нямал търпение да седне зад волана на малката спортна машина, противно на желанието на бащата. заминава за да завърши образованието в Калифорния, САЩ. Завръщането му в родния дом обаче било съпроводено от трагедия в семейството. Брат му Алексис загива в катастрофа с мотоциклет и бащата вече не искал да чуе за моторни спортове. Въпреки желанието на бащата, Нелсън решава да се състезава с автомобили, и заедно със своя приятел Алекс Диашу Рибейро започват да се състезават в Бразилския шампионат по картинг. Само след две години той вече е шампион на Бразилия в 155 кубиковия клас.
Тогава решава че фамилията Сото-Майор не е достатъчно атрактивна за средите на автомобилния спорт и приема името Пикет – моминската фамилия на майка му.

### Ниски автомобилни серии
Продължава да се състезава в бразилските серии Фолксваген, където печели националния шампионат през 1972 г. През 1973 става национален шампион в сериите „Спорт2000“ с „Камбер-Фолксваген“, а от 1974 година става част от „Формула Супер Ви“, но там няма успехи поради постоянни проблеми с машината.
През 1976 година печели 6 победи във „Формула Атлантик“ и става национален шампион и цел №1 на европейските тимове във Формула 3. 1977 година е също успешна за младия пилот, той става трети в шампионата, а през 1978 печели титлата във Формула 3.

## Формула 1

### ИнсайниМакларън

#### 1978
Победите отварят вратите пред младия пилот към неговата мечта – Формула 1.
Получава покана да тества на Хокенхаймринг зад волана на „Инсайн-Форд“, където се представя нелошо. Участва в три състезание с частен „Макларън“ и завършва девети на Монца.
Тогава идва предложението на Бърни Екълстоун да бъде втори пилот в „Брабам-Алфа“, рамо до рамо с легендата Ники Лауда.

### Брабам

#### 1979
Може би идеята била да се усъвършенства като пилот, учейки се от двукратния тогава Световен шампион! Той обаче постъпил така както никога вече не ще постъпи! Просто учил и влагал цялата си енергия да придобие толкова важни за Формула 1, умения. Така получил своето образование във Формула 1 и то с търпение което било съвсем нетипично за него. За старанието си той печели уважението на Ники Лауда, който винаги се изказвал ласкаво за него.
1979 година била ужасна за Нелсън и Брабам. От 15 кръга, той успява да се добере до финала само в три състезания, печелейки 3 точки и завършвайки 15-и в шампионата.
Тези непрекъснати технически проблеми, довеждат до смяната на агрегата на Алфа Ромео с този на доказания победител – Форд-Косуърт.
Това наистина било далновидно решение, което срещу огромния обем труд хвърлен около болида, дава своите резултати още следващата година.

#### 1980
През 1980 години Нелсън се представя отлично в Световния шампионат. Двигателя Косуърт в болида ВТ49, се представя чудесно, и още на старта на сезона във Аржентина той става втори. В Бразилия отпада, но става четвърти на пистата Килами в ЮАР. Заема първо място в шампионата, а скоро печели и първата си победа във Формула 1, като това става на градската писта в Лонг Бийч – Запад-САЩ. В състезанието за голямата на града на Белгия Нелсън отпада след повреда в машината. Следва пето място в Гран При на Монако, второ на Брандс Хетч и четвърто място на Хокенхаймринг.
Петото място в Гран При на Австрия, последвано от красива победа в Гран При на Холандия на пистата Зеенденворд, която е втора в кариерата му. Пикет печели третото си състезание, което става на пистата в Монца, оставяйки на 29 секунди след себе си основния претендент за титлата Алън Джоунс, с Уилямс Форд.
В състезанието за Гран При на Канада получава повреда в двигателя, а в последното състезание за сезона – САЩ-изток отпада след завъртане и удар в оградата, което го оставя на второ място в шампионата.
Малка компенсация за Нелсън същата година е едновременното му участие в организираните от БМВ серии – ПРОКАР (предшественик на днешните ДТМ серии), където колите са с еднакви двигатели и мощност, и се управляват от бивши и настоящи звезди от Формула 1. Там той става шампион.

#### 1981
Преди сезон 1981, Пикет е обявен за главен фаворит за шампионската титла, въпреки че в списъка на пилотите личат имената на Световния шампион Алън Джоунс и още Жил Вилньов, Марио Андрети, Рене Арну, Дидие Пирони, Кеке Розберг и Карлос Ройтеман.
Сезона стартира не толкова добре, като още в първия старт на Лонг Бийч, Алън Джоунс печели победа а Пикет остава трети. Втория старт, на домашната Голяма награда на Бразилия е направо отчайващ. Пикет завършва 12-и на две обиколки след победителя Карлос Ройтеман, като причината е лошата работа на двигателя. Следват две победи в Аржентина и на Имола в Сан Марино, победа в Германия и второ място в Нидерландия. Решаващата битка за сезона се състои в последното състезание, това на САЩ – Лас Вегас на 17 октомври. Тогава след победа на бразилеца, той става Световен шампион.

#### 1982
През следващата година, Пикет демонстрира класа, но колата му се оказа ненадеждна, въпреки че собственикът Брабам влиза в договор с концерна BMW за доставка на турбо двигатели. По-късно, след разочарования откъм издръжливостта на двигателите, Брабам се връща към използването на произвежданите от Форд двигатели Косуърд. Пикет печели бразилското издание на надпреварата. По-късно обаче Пикет е дисквалифициран тъй като колата му се оказва с тегло по-малко от регламента, и след контестация на тимовете на Рено Ф1 и Ферари.
Единствената му победа през сезона е в канадското Гран при, което беше и първа победа във Формула 1 на двигателите БМВ.

#### 1983
Пикет печели състезанието на откриването на сезона в родната Бразилия, и продължава в същия дух при победата в ЗАЩ-Запад. Завършва втори във Франция, а по време на Гран при на Италия, Пикет първоначално изостава от съотборника си Рикардо Патрезе в първите две обиколки, но се в крайна сметка печели състезанието. Пикет печели втората си титла, след победа в състецзанието за Гран при на Южна Африка, след дълга битка с Ален Прост. Това е и първа титла за автомобил с турбо, както и единствена шампионска титла за BMW във Формула 1.

#### 1984
През сезон 1984 Пикет се състезава с болид Брабам BT53, но вече има ново правило в регламента, което ограничава капацитета на резервоарите за гориво до 220 литра и забранява презареждане по време на състезание. Пикет стартира като фаворит шампионата, още повече след като се смятало, че 4-цилиндров турбо двигател на BMW ще страда по-малко от новите правила, и ще бъде по-икономичен от 6-цилиндровите на конкурентите. Тестовете през зимата сякаш потвърждават тези очаквания, но в действителност колата дава по-висок разход от очакваните резултати.
Сезонът бе доминиран от тима на Макларън, който използва TAG-Porsche двигатели. В Канада екипът на Брабам въвежда любопитен допълнителен радиатор на носа на автомобила, която е монтиран за да подобри надеждността. Пикет печели състезанието, но допълнителният радиатор се нагрявал толкова силно, че Пикет претърпява изгаряния на десния крак, когато натиска педала на газта надолу, така той отива бос от подиума до лекарския кабинет за получаване на първа помощ. Печели победа в Детройт, а това са единствените му две победи през годината, като завършва на 5-о място в шампионата.

#### 1985
През 1985 г. Пикет печели едно-единствено състезание – това за Гран при на Франция. В края на сезона той води преговори с други отбори, където да продължи своята кариера. По-късно през сезона подписва договор с отбора на Уилиамс, които му е предлагат договор на стойност три пъти повече, отколкото досегашният му договор с Брабам.

## Кариера
- 1977 г. се състезава в Европейския шампионат на Формула-3 и незабавно привлича вниманието на мениджърите от Формула 1.
- 1978 г. на пистата „Хокенхаймринг“ прави своя дебют във Формула 1.
- 1979 г. печели трето място в Холандия.
- 1980 г. става вицешампион във Формула 1 с Брабам – Форд, печелейки три състезания – Голямата награда на САЩ(запад), Холандия и Италия.
- 1981 г. вече е Световен шампион във Формула 1, само с една точка пред Карлос Рьотеман и на 4 точки пред Алън Джоунс.
- 1982 г. се оказва кошмарна за Пикет и за Брабам. Те заменят шампионския си двигател Форд с такъв от БМВ, което се оказва много тежко за тима. През целия сезон пилотите и механиците се борят с проблемите, но сезона е провален и Нелсън остава на 11-о място в Световния шампионат.
- 1983 г. Нелсън и Брабам отново са на върха. Шампионата отново е спечелен драматично, само с две точки пред „набиращия скорост“ млад пилот – Ален Прост с Рено.
- 1984 г. е пети с едва 29 точки.
- 1985 г. е осми в шампионата, но вече проблемите в Брабам са много сериозни и в края на сезона Нелсън подписва договор с Уилямс.
- 1986 г. вече е трети в крайното класиране, само на 1 точка след съекипника си Найджъл Менсъл и на 3 точки след шампиона Ален Прост.
- 1987 г., звездата му отново изгрява печелейки трета Световна титла с цели 12 точки пред Найджъл Менсъл.
- 1988 г. напуска Уилямс като шампион и преминава в Лотус. Завършва на 6-о място с 22 точки.
- 1989 г. завършва осми с 12 точки.
- 1990 г. вече е пилот на Бенетон, завършва на 3-то място в шампионата.
- 1991 г. е последна в неговата бляскава кариера. В края на годината обявява края на своята активна състезателна дейност и напуска Формула 1. На неговото място в Бенетон сяда един млад германски пилот – Михаел Шумахер.